# Lütken
Af navnet Lütken findes flere familier, af hvilke den mest kendte i overvejende grad har været knyttet til Marinen.

## Historie
Denne slægt, som har en borgerlig og en adelig gren, føres tilbage til regimentsskriver i Antvorskov og Korsør Amter Joachim Lütken (1664-1743) — søn af en købmand i Hamborg. Joachim Lütken var fader til landøkonomen, sognepræst Otto Diderik Lütken (1713-1788) og kaptajn i Søetaten Frederik Christopher Lütken (1698-1784), der 29. januar 1780 (jf. kgl. åbent brev af 8. marts 1884) blev optaget i adelstanden. Af hans børn skal nævnes etatsråd, toldkæmmerer Joachim Lütken (1730-1811), kommandør i Søetaten Christian Lütken (1742-1803) — hvis søn var viceadmiral Christopher Lütken (1782-1857) — Frederikke Louise Lütken (1747-1792), gift med kontreadmiral Frederik Grodtschilling (1731-1792), admiral Otto Lütken (1749-1835) og kommandørkaptajn Christopher Lütken (1734-1783), hvis datter Ida Elisabeth Lütken (1763-1797) var gift med gehejmekonferensråd, overpræsident, lensgreve Werner Jasper Andreas Moltke (1755-1838). En anden af hans døtre, Margrete Lütken (1766-1794) var gift første gang med kaptajn i Norske Livregiment Frederik Ferdinand von Bertouch (1749-1786) og anden gang med kammerherre og ritmester Frederik Julian Christian von Bertouch til Søholt (1764-1831)
Admiral Otto Lütken (1749-1835) var fader til Anna Cathrine Lütken (1776-1855), gift med kommandør Jean André Suenson (1773-1840), til Anna Susanne Lütken (1778-1872), der ægtede kaptajn Jean Jacques Isaac Suenson (1774-1821), til kaptajnløjtnant, kommandant i Nyboder Frederik Lütken (1774-1819) og til kontreadmiral Magnus Lütken (1782-1847), hvis søn, marineminister og kommandør Otto Hans Lütken (1813-1883), var fader til kaptajn, søkrigshistorikeren Otto George Lütken (1849-1906), hvis hustru var operasangerinde Augusta Sophie Wilhelmine Lütken, født Iversen (1855-1910), og til højesteretsassessor Anton Frederik Lütken (1856-1917).
Kaptajnløjtnant Frederik Lütken (1774-1819) legitimerede 1819 sin søn, etatsråd, overretsassessor Frederik Thekla Lütken (1808-1879), hvis linje 1884 anerkendtes som dansk adel; hans søn var translatør, redaktør André Gregor Henrik Lütken (1843-1916).
Ovennævnte pastor Otto Diderik Lütken (1713-1788) var fader til amtsprovst, sognepræst i Lumby Peter Wilhelm Lütken (1761-1844), blandt hvis børn var professor Johannes Christian Lütken (1791-1856) — fader til zoolog, professor Christian Frederik Lütken (1827-1901) — og sognepræst i Karleby, Horreby og Nørre Ørslev Otto Diderik Lütken (1793-1866), der var fader til forstmand Christopher Lütken (1826-1906), til amtsforvalter i Vejle Johannes Sylvester Lütken (1830-1896) — hvis børn var generalmajor Louis Carl Frederik Lütken (1863-1918) og oversygeplejerske Marie Cecilie Lütken (1864-1950) — og til overlærer, senere fotograf Carl Theodor Lütken (1830-1910), hvis sønner var ingeniøren, professor Alfred Lütken (1860-1943) og forfatteren, pastor Vilhelm Lütken (1857-1931).